# Jacob Zuma
Jacob Gedleyihlekisa Zuma (Nkandla, 12 april 1942) is een Zuid-Afrikaans politicus, die tussen 2007 en 2017 de leider was van het ANC. Van 9 mei 2009 tot en met 14 februari 2018 was hij president van Zuid-Afrika.

## Jeugd
Zuma behoort tot de grootste zwarte bevolkingsgroep van Zuid-Afrika, de Zoeloes; in tegenstelling tot de voormalige presidenten Mbeki en Mandela die tot de Xhosa behoren, en zijn opvolger als president Cyril Ramaphosa die tot de Venda wordt gerekend.
Zuma is op 12 april 1942 in Nkandla geboren en bracht zijn kinderjaren door in KwaZoeloe-Natal (Zoeloeland) en de stad Durban. Zijn vader was politieagent en stierf toen Zuma drie jaar oud was. Zuma ging op 15-jarige leeftijd werken als herder, hij heeft geen enkele formele opleiding genoten. Zuma behoort tot de Msholozi-stam.

### Lid van het ANC
In 1959 sloot hij zich op 17-jarige leeftijd aan bij het ANC, dat in 1960 verboden werd. In 1962 werd Zuma lid van de bewapende tak van het ANC: de Umkhonto we Sizwe. Hij werd in 1963 gevangengenomen, samen met nog 45 leden van de Umkhonto we Sizwe. Zuma werd schuldig bevonden aan een samenzwering tegen de regering en tot tien jaar gevangenisstraf veroordeeld. Deze straf zat hij uit op Robbeneiland, waar in die tijd ook Nelson Mandela gevangenzat. Na zijn vrijlating werkte hij ondergronds voor het ANC in de provincie Natal. In 1975 verliet hij Zuid-Afrika en koos voor ballingschap in Swaziland en later in Mozambique. In 1977 kwam hij in de top van het ANC, hij was onder andere afgevaardigde van het ANC in Mozambique. In januari 1987 werd Zuma door Mozambique tot ongewenste persoon verklaard doordat het Botha-regime druk uitoefende op Mozambique. Zuma verkaste naar Zambia waar hij door het ANC werd benoemd tot hoofd van de ondergrondse beweging van het ANC aldaar. In februari 1990 werd het ANC weer toegestaan, Zuma keerde terug naar Zuid-Afrika om te onderhandelen met de regering van De Klerk. In datzelfde jaar werd hij gekozen tot voorzitter van het ANC in de provincie Natal waar hij een leidende rol speelde in het beteugelen van het geweld tussen het ANC en de Inkatha Vrijheidspartij.

## Vicepresident van Zuid-Afrika
In 1994 vonden in Zuid-Afrika de eerste gemengde verkiezingen plaats, waaraan ook zwarten mee mochten doen. Zuma werd aangesteld als lid van het comité voor economische zaken en toerisme. In 1997 werd hij vicevoorzitter van het ANC. In juni 1999 werd Zuma door president Thabo Mbeki benoemd tot vicepresident van Zuid-Afrika. Als vicepresident trok Zuma veel buitenlandse contacten naar zich toe, ook was hij betrokken bij de Afrikaanse Unie en bemiddelde hij bij Afrikaanse conflicten. Op 18 april 2002 werd in Zuid-Afrika op initiatief van Zuma de 'Morele Heropbouwbeweging' opgericht. Doel van de beweging was ethiek terug te brengen in de samenleving en het aantal misdrijven te verminderen. Volgens Zuma was ethiek geen taak van de regering, maar van elk lid van de samenleving. Het feit dat Zuma dit initiatief leidde, stuitte in Zuid-Afrika op verzet. Men achtte Zuma, die toen al onder vuur lag wegens o.a. corruptie en die er meerdere vrouwen op na hield, niet de meest geëigende persoon voor het propageren van ethiek.

### Corruptieschandaal
Zuma is erg populair bij de zwarte bevolking in Zuid-Afrika. Ondanks die populariteit is Zuma niet onomstreden, hij raakte verwikkeld in verschillende corruptieschandalen. Tot op heden is hij hiervoor veroordeeld noch vrijgesproken. In oktober 2000 vroeg het Openbaar Ministerie van Zuid-Afrika toestemming van Mbeki om een onderzoek te starten naar Zuma en de met hem bevriende zakenman Schabir Shaik. Deze Shaik was tevens financieel adviseur van Zuma. Shaik en Zuma werden verdacht van corruptie. Zuma en Shaik kenden elkaar uit 1994; het einde van de apartheid en de start van de ANC-regering. Shaik had altijd goede contacten onderhouden met de voorheen blanke regering en zocht nieuwe invloedrijke contacten binnen het ANC; dit contact vond hij in Zuma. Vermoed werd dat Zuma zorgde voor overheidsopdrachten voor de firma's van Shaik - Nkobi Holdings en Thomson Holding - en dat Shaik Zuma hiervoor betaalde. Het proces startte in oktober 2004. Er werden inderdaad overboekingen gevonden van Shaik naar Zuma, maar Shaik ontkende alle aantijgingen en zei dat het renteloze leningen betrof, over andere overboekingen zei hij dat het om foute overschrijvingen ging. Op 2 juni 2005 werd Shaik schuldig bevonden aan corruptie en veroordeeld tot 15 jaar gevangenisstraf.

### Aftreden als vicepresident
Hoewel het proces niet tegen Zuma gericht was, ontstond er veel commotie rond zijn persoon. Op 14 juni 2005 werd hij door president Mbeki 'van al zijn verantwoordelijkheden als vicepresident ontheven'. Het ontslag van Zuma is door politiek waarnemers verschillend geïnterpreteerd. Vele - vooral buitenlandse waarnemers - zagen het ontslag van Zuma als een teken dat de Zuid-Afrikaanse regering serieus korte metten wilde maken met (interne) corruptie. Anderen zagen het ontslag van Zuma als een manier van Mbeki en de zijnen om van Zuma af te komen. Zuma vertegenwoordigt de linkervleugel binnen het ANC, terwijl Mbeki meer liberaal en marktgericht denkt. Door Zuma buitenspel te zetten had Mbeki de handen vrij voor hervormingen.

### Aanklacht wegens corruptie
Kort na zijn aftreden werd Zuma aangeklaagd wegens corruptie. De corruptiezaak werd uiteindelijk niet doorgezet. Zuma zou bewijsmateriaal hebben verduisterd dat het Openbaar Ministerie nodig had om de vervolging rond te krijgen. Het Openbaar Ministerie vroeg om uitstel, maar kreeg dit niet. Op 20 september 2006 werd de zaak tegen Zuma ongeldig verklaard en van de rol geschrapt door rechter Herbert Msimang omdat het proces te lang duurde en uitstel niet meer mogelijk was. Zuma's verdediging vroeg de rechter te bepalen dat Zuma nooit meer voor deze zaak vervolgd kon worden. Dit verzoek werd door de rechter geweigerd.
Na zijn aftreden en tijdens het proces bleven vooral de linkervleugel van het ANC en de jeugdbeweging van het ANC Zuma steunen. Die steun uitte zich bijvoorbeeld in zijn herbenoeming tot vicepresident van het ANC.

### Verkrachtingszaak
Op 6 december 2005 werd Zuma door Fezeka Kuzwayo, een seropositieve vrouw, aangeklaagd wegens verkrachting. Kuzwayo is de dochter van een overleden vriend van Zuma, ze beschouwde Zuma als haar tweede vader. Bij de rechtszaak verklaarde Zuma dat hij weliswaar gemeenschap had gehad met Kuzwayo, maar dat de gemeenschap met wederzijds goedvinden had plaatsgevonden en dat hij nadien een douche genomen had om de kans op een aids-besmetting te verkleinen. Op 8 mei 2006 werd Zuma in deze zaak vrijgesproken, de rechter achtte de aantijgingen van Kuzwayo niet boven alle twijfel verheven. Volgens de rechter zou Kuzwayo ook een dubieuze seksuele geschiedenis hebben. Zuma kreeg wel van de rechtbank te horen dat hij onverantwoordelijk gehandeld had door zonder condoom gemeenschap te hebben met een hiv-positieve vrouw. Fezeka Kuzwayo werd na haar aanklacht dermate zwaar bedreigd door Zuma-aanhangers dat zij Zuid-Afrika ontvluchtte en in augustus 2006 in Nederland politiek asiel vroeg en kreeg.

### Opnieuw aangeklaagd wegens corruptie
Het Openbaar Ministerie zette de corruptiezaak tegen Zuma door. Op 28 december 2007 werd Zuma gedagvaard voor het hooggerechtshof (High Court). De aanklachten luidden: het aannemen van steekpenningen, fraude, witwas- en gangsterpraktijken. Zuma's proces vond plaats op 4 augustus 2008. Het proces werd op 12 september 2008 door rechter Chris Nicholson onwettig verklaard wegens vormfouten (fouten in de procedure). Over de schuld of onschuld van Zuma werd geen oordeel geveld. Het Openbaar Ministerie kondigde aan in hoger beroep te gaan, dat deed het Openbaar Ministerie vervolgens op 30 september 2008.

## Zuma president
In zijn uitspraak van 12 september 2008 stelde rechter Nicholson tevens dat Zuma oneerlijk behandeld was en dat politieke motieven een rol hadden gespeeld bij de beslissing Zuma aan te klagen, hij verwees daarbij naar de overwinning van Zuma op Mbeki in december 2007. De beschuldigingen van Nicholson leidden tot grote onrust binnen het ANC, waar de steun voor Zuma groter was dan voor Mbeki. De positie van Mbeki bleek onhoudbaar, op 20 september maakte Mbeki bekend dat hij in opdracht van het ANC het presidentschap neerlegde. Op 25 september werd Mbeki opgevolgd door Kgalema Motlanthe, die het presidentsambt tot 9 mei 2009 bekleedde. Mbeki diende op 23 september een klacht in tegen het vonnis van rechter Nicholson. Hij noemt de beschuldigingen van Nicholson ongegrond en vals en eist rectificatie van het vonnis.
Zuma was kandidaat voor het ANC tijdens de verkiezingen van 22 april 2009. Het ANC won, maar kreeg niet de gewenste tweederdemeerderheid. Op 6 mei werd Zuma door het parlement verkozen als nieuwe president. Hij werd op 9 mei beëdigd.

### Nkandla
In 2012 bleek dat er een uitgebreid bouwproject plaatsvond voor zijn privéwoning in Nkandla. Aanvankelijk werden journalisten geweerd bij het project onder het mom van "staatsgeheimen", maar uiteindelijk kwam aan het licht dat er aanzienlijke staatsgelden (ongeveer 247 miljoen rand of 20 miljoen euro) uitgegeven werden voor een privéwoning van de president. In Zuid-Afrika's geschiedenis was dit nog nooit eerder voorgekomen; noch Mandela, noch de leiders van het apartheidsbewind hadden hier ooit aanspraak op gemaakt. Het schandaal was dan ook groot. De fractievoorzitster van de belangrijkste oppositiepartij Lindiwe Mazibuko trachtte een motie van wantrouwen in te dienen maar die werd op de lange baan geschoven. In opiniepeilingen onder de jeugd bleek er grote steun te bestaan voor een dergelijke motie.

### Protest en aftreden

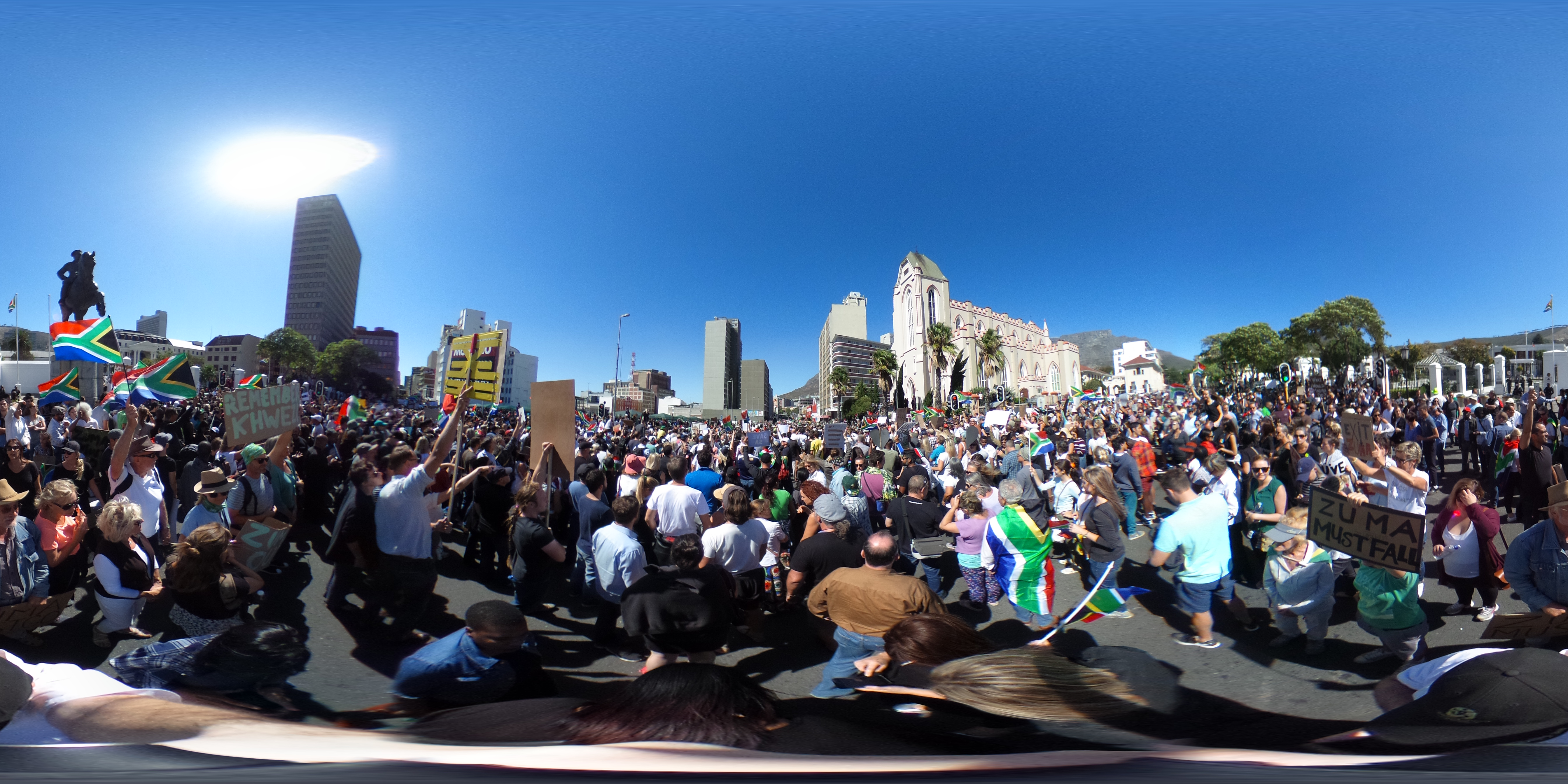
Protest voor het parlementsgebouw in Kaapstad

Op 7 april 2017 gingen in Zuid-Afrika 30.000 mensen de straat op tegen het regime van Zuma. De demonstranten verweten hem verantwoordelijk te zijn voor het economisch falen van het land en het in stand houden van corruptie.
Medio december 2017 werd vicepresident Cyril Ramaphosa gekozen tot nieuwe leider van het ANC. Daarmee werd hij ook de beoogd opvolger van Zuma als president. Zijn tegenkandidaat was Nkosazana Dlamini-Zuma, de ex-vrouw van de president, en Zuma's gedroomde opvolgster. De uitslag was 2440 stemmen voor Ramaphosa en 2261 stemmen voor Dlamini-Zuma. Op 14 februari 2018 trad Zuma af wegens beschuldigingen van corruptie. Zijn partij had hem 48 uur de tijd gegeven.
Op 6 april 2018 moest Zuma voor de rechtbank verschijnen. Hij bleef de aanklachten van corruptie, fraude en witwassen ontkennen. De inhoudelijke behandeling van zijn zaak werd uitgesteld tot 8 juni, en eind juli verdaagd tot 30 november 2018.

### Onderzoekscommissie
In 2019 verscheen Zuma voor de onderzoekscommissie-Zondo, genoemd naar de voorzitter van de commissie, de Zuid-Afrikaanse rechter Ray Zondo. Deze werd ingesteld naar aanleiding van beschuldigingen van corruptie tijdens Zuma's ambtsperiode. Hij wordt ervan verdacht dat hij zich schuldig maakte aan corruptie door onder andere steekpenningen aan te nemen van het facilitair bedrijf Bosasa en aanbestedingen van bevriende zakenmensen, zoals de familie Gupta, goed te keuren. De oud-president gaf voor de onderzoekscommissie aan dat er een samenzwering tegen hem aan de gang is en dat zijn vijanden karaktermoord op hem willen plegen, om hem van het politieke toneel te laten verdwijnen. In een interview met Bram Vermeulen had Zuma al eerder aangegeven dat de beschuldigingen van corruptie niet waar zijn. In 2020 zei president Ramaphosa dat de corruptie onder het bewind van Zuma het land meer dan 500 miljard rand had gekost.
Op 29 juni 2021 werd Zuma door het Constitutioneel Hof van Zuid-Afrika veroordeeld tot vijftien maanden celstraf wegens minachting van de rechterlijke macht en de grondwet. Op 8 juli meldde hij zich bij de politie voor het uitzitten van zijn straf. Al snel ontstond er onrust onder zijn aanhangers, die in de tweede helft van juli 2021 uitmondde in grootscheepse rellen en plunderingen. Deze werden gevolgd door eigenrichting door meest Indiase winkeliers, die hierbij tientallen plunderaars doodschoten. Na twee maanden werd hij vrijgelaten op medische gronden door de toenmalige Nationale commissaris van Correctionele Diensten Arthur Fraser. Hierbij verwerpte Fraser het oordeel van de  Medical Parole Advisory Board's (MPAB) die vond dat Zuma niet hiervoor in aanmerking kwam. Onder andere de Democratische Alliantie ging in beroep tegen de vervroegde vrijlating waarna het Hooggerechtshof het besluit terugdraaide. Hiertegen ging het Departement van Correctionele Diensten weer tegen in beroep bij het Grondwettelijk Hof. Die besloot op 13 juli 2023 dat dit beroep niet in behandeling zou worden genomen omdat het geen kans van slagen had. Jacob Zuma was op dat moment al vertrokken naar Rusland om daar een medische behandeling te ondergaan. Op 11 augustus kwam Zuma alsnog terug om zijn straf uit te zitten, maar hij was na een uur al weer op vrije voeten in het kader van een kwijtscheldingsprogramma om de overbevolking in de gevangenissen aan te pakken.

## Kandidaat verkiezingen 2024
In mei 2024 bepaalde het Constitutioneel Hof dat Zuma niet mag meedoen aan de parlementsverkiezingen van 29 mei. Eerder had een lagere rechtbank bepaald dat Zuma wél op de kieslijst mocht, maar het hof gaat hierin niet mee. In 2021 werd Zuma tot vijftien maanden gevangenisstraf veroordeeld voor minachting van de rechterlijke macht en in de wet staat dat iedereen die een gevangenisstraf van langer dan een jaar heeft gekregen geen parlementariër kan worden.
Zijn partij Umkhonto we Sizwe (MK) doet nog wel mee aan de verkiezingen, maar zonder Zuma als leider. MK is met name populair in de provincie KwaZoeloe-Natal, waar Zuma vandaan komt. Het gezicht van Zuma staat op verkiezingsposters en ander campagnemateriaal van de MK, in de hoop zijn aanhangers te blijven binden. Vanwege zijn steun aan MK werd Zuma op 29 juli 2024 uit het ANC gezet. De secretaris-generaal van het ANC, Fikile Mbalula, zei over Zuma's platform dat het inspeelt op extremistische instincten in het Zuid-Afrikaanse politieke bestel, en een achterban aanwakkert die sociale onrust kan veroorzaken.

## Privéleven
Jacob Zuma is een polygamist en getrouwd met verschillende vrouwen. Polygynie (in tegenstelling tot polyandrie) is geaccepteerd onder Zoeloes, en sinds de invoering van de Recognition of Customary Marriages Act ook legaal erkend in Zuid-Afrika. Ondanks de cultureel geaccepteerde en legale status van polygynie wordt er ook in de Zuid-Afrikaanse media vaak (doorgaans negatieve) aandacht besteed aan de echtelijke en buitenechtelijke escapades van de president.
- Sizakele Khumalo, getrouwd met Zuma sinds 1959. Ze hebben geen kinderen.
- Kate Mantsho, een stewardess uit Mozambique. Ze trouwden in 1976. Mantsho pleegde zelfmoord in 2000. Ze hadden vijf kinderen, van wie er een in 2018 overleed.[37]
- Nkosazana Dlamini, meerdere ministerposten in Zuid-Afrika. Tijdens hun ontmoeting werkte Dlamini als verpleegster in Swaziland. Ze trouwden in 1980 en kregen vier kinderen. Dlamini en Zuma scheidden in 1998, ze noemt zichzelf nog steeds Nkosazana Zuma.
- Nompumelelo Ntuli (MaNtuli, geb. in 1975), getrouwd op 8 januari 2008. Ze hebben ten minste twee kinderen: Thandisiwe (2002) en Sinqobile (2006). Zij werd ervan beschuldigd Zuma te hebben willen vergiftigen.[38]
- Thobeka Stacy Mabhija, getrouwd op 4 januari 2010. Ze hebben drie kinderen.[39]
- Gloria Bongi Ngema, getrouwd op 19 april 2012. Ze hebben één kind.

Voorts heeft Zuma ook een verloofde:
- Swaziprinses Sebentile Dlamini, voor wie Zuma een bruidsschat (ilobolo) heeft betaald in 2002. Ze hebben geen kinderen.

Naar verluidt heeft Zuma 20 kinderen, onder wie één zoon, Edward (geb. 1977), zijn oudste kind, bij Minah Shongwe, de zuster van rechter Jeremiah Shongwe. Shongwe vroeg om verschoning tijdens de verkrachtingszaak tegen Zuma wegens de band die beiden hebben. Ook kreeg hij een kind met de dochter van Irvin Khoza, Sonono. Irvin Kohoza is een Zuid-Afrikaanse bestuurder uit de voetbalwereld.